# هارمونی گروو (ویسکانسین)
هارمونی گروو (به انگلیسی: Harmony Grove) یک منطقهٔ مسکونی در ایالات متحده آمریکا است که در شهرستان کلمبیا، ویسکانسین واقع شده‌است. هارمونی گروو ۲۳۸٫۰۵ متر بالاتر از سطح دریا واقع شده‌است.